# Lipa (żupania primorsko-gorska)
Lipa – wieś w Chorwacji, w żupanii primorsko-gorskiej, w gminie Matulji. W 2011 roku liczyła 129 mieszkańców.